# Daniel Ings
Pour l’article homonyme, voir Danny Ings.
Daniel Ings, né le 30 novembre 1985, est un acteur britannique. 

## Biographie
Né en 1985, Daniel Ings étudie le théâtre à l'université de Lancaster dont il sort diplômé en 2008. Il se forme aussi à la Bristol Old Vic Theatre School et au National Youth Theatre. Il entame ensuite une carrière au théâtre.
Ses premiers rôles sont ceux de Jake dans la comédie de Channel 4 Pete Versus Life et de Kelvin dans la comédie dramatique Psychoville de BBC.
Il joue dans des séries télévisées britanniques, et, révélé en 2014 sur BBC2, obtient des rôles pour des séries Netflix.
En novembre 2011, il joue dans la comédie The Café. Il apparaît aussi dans la série de Netflix The Crown comme Mike Parker.

## Filmographie

### Cinéma
- 2011 : Pirates des Caraïbes : La Fontaine de Jouvence : un garde
- 2018 : Eddie the Eagle : Zach
- 2023 : The Marvels : Ty-Rone

### Télévision
- 2010-2011 : Pete Versus Life : Jake
- 2010 : Peep Show : docteur
- 2011 : Psychoville : Kelvin
- 2014 : Mount Pleasant : Robbie
- 2014 : Les Enquêtes de Morse : Terence Black (saison 2, épisode Nocturne)
- 2014-2015 : W1A : Matt
- 2014-2018 : Lovesick : Luke
- 2016 : Les Enquêtes de Vera : Simon (saison 6, épisode Dark Road)
- 2016 : Agatha Raisin : Paul Bladen (saison 1, L'infâme vétérinaire)
- 2016-2017 : The Crown : Mike Parker
- 2018 : Instinct : Andy
- 2019 : Sex Education : Dan
- 2019 : Black Mirror : David Gilkes (saison 5, épisode 2)
- 2020 : The English Game de Julian Fellowes : Francis Marindin (6 épisodes)
- 2024 : The Gentlemen : Freddy Horniman
- 2026 : Kill Jackie